# 氢吗啡酮
氫嗎啡酮（INN:hydromorphone，也稱二氫嗎啡酮-dihydromorphinone），以商業品牌名稱Dilaudid等在市面上銷售，是一種嗎啡喃類阿片類藥物，用於治療中度至重度疼痛。一般而言，僅建議因癌症引起疼痛者可長期使用。
它可經口服，靜脈注射、肌肉注射或皮下注射的方式給藥。 藥效通常在攝取半小時內開始，持續長達5小時。考科藍合作組織於2016年進行的文獻回顧（並於2021年更新）提出，氫嗎啡酮酮與其他阿片類藥物之間對治療癌痛的益處差異甚微。
使用後常見的副作用有頭暈、昏睡、噁心、搔癢和便秘。嚴重的副作用有物質濫用、低血壓、癲癇發作、呼吸抑制和血清素症候群。一般而言，不建議個體在懷孕期間或進行母乳哺育期間使用，前者出於對胎兒安全的顧慮，後者出於對嬰兒安全的顧慮。快速降低使用者的劑量可能導致阿片類物質戒斷症狀。據信氫嗎啡酮的作用機制是激活主要是在大腦和脊髓中的阿片受體而發揮。靜脈注射2毫克氫嗎啡酮的效力約相當於注射10毫克的嗎啡。
氫嗎啡酮於1923年取得專利。它由嗎啡製成， 已列入世界衛生組織基本藥物標準清單之中。市場上有其通用名藥物銷售。此藥物在2022年是美國最常使用處方藥中排名第233，開立的處方箋超過100萬張。

## 副作用
氫嗎啡酮的副作用與其他強效片類阿片鎮痛藥（如嗎啡和海洛因）相似。氫嗎啡酮的主要不良副作用包括與劑量相關的呼吸抑制、尿瀦留、支氣管痙攣，有時還會出現循環系統抑制。更常見的副作用有頭重腳輕、頭暈、鎮靜、搔癢、便秘、噁心、嘔吐、頭痛、出汗和幻覺。這類症狀在門診患者和沒有經歷劇烈疼痛的患者中很常見。
使用氫嗎啡酮，也同時使用其他阿片類藥物、肌肉鬆弛劑、麻醉藥、鎮靜劑和全身麻醉藥可能會導致呼吸抑制顯著增加，進而發展為昏迷或是死亡。而同時服用苯二氮䓬類藥物（例如地西泮）和氫嗎啡酮可能會將副作用 - 例如頭暈和注意力不集中 - 增加。如需同時使用這些藥物，則可能需要調整劑量。
與使用氫嗎啡酮相關的反應性低血糖，是因個體於注射後短暫的高血糖引起的葡萄糖驟降。使用嗎啡、海洛因、可待因和其他阿片類藥物，在數小時內也會因血糖相對較小幅降低，導致類似的反應性低血糖效果。

### 荷爾蒙失調
使用氫嗎啡酮（尤其是長期大量使用期間）經常會引起暫時性性腺功能低下症（荷爾蒙失調），與使用其他阿片類藥物相似。

### 神經毒性
在長期、高劑量使用氫嗎啡酮，和/或是個體的腎功能障礙情況下，與神經興奮性症狀（例如震顫、肌陣攣、精神運動性激越和認知功能障礙）有關聯。這種毒性較其他類阿片類藥物（尤其是哌替啶類合成藥物）相關的毒性為低。

### 戒斷症狀
使用氫嗎啡酮的個體如果停藥，可能會出現疼痛症狀。有些人無法忍受，而導致持續用藥。阿片類藥物戒斷症狀和與個體為獲取藥物而表現出的覓藥行為類似，不易判別。與氫嗎啡酮戒斷相關的症狀有：
- 腹痛
- 焦慮
- 恐慌發作
- 憂鬱
- 起雞皮疙瘩
- 無法進行日常活動
- 肌肉痛和關節痛
- 噁心
- 嘔吐
- 流鼻水和過度分泌淚液
- 出汗

對於鴉片劑（例如海洛因或與嗎啡相似的藥物）已成癮者，是否應使用任何阿片類藥物（例如美沙酮）以治療其戒斷症狀，存在爭議，因為當停止治療時，這類用於治療的藥物也可能導致戒斷症狀出現。可樂定是一種非阿片類輔助藥物，可用於不希望使用阿片類藥物進行治療的情況（例如對於有高血壓的個體）。

## 交互作用
中樞抑制劑可能會增強氫嗎啡酮的抑制作用。如其他阿片類藥物、麻醉藥、鎮靜劑、安眠藥、巴比妥類藥物、苯二氮䓬類、啡噻嗪、水合氯醛、茶苯海明和格魯米特。單胺氧化酶抑制劑 (MAO抑制劑)、第一代抗組織胺藥（例如溴苯那敏、異丙嗪、苯海拉明、氯苯那敏）、β受體阻滯劑和酒精均可能增強氫嗎啡酮的抑制作用。當考慮聯合治療時，應減少一種或兩種藥物的劑量。

## 藥理學
氫嗎啡酮是一種半合成μ-阿片受體激動劑。氫嗎啡酮是嗎啡的氫化酮，具有阿片類鎮痛藥的典型藥理特性。氫嗎啡酮和相關的阿片類藥物主要對中樞神經系統和胃腸道產生影響。影響包含有鎮痛、昏睡、精神恍惚、情緒變化、欣快感或煩躁不安、呼吸抑制、咳嗽抑制、胃腸蠕動減少、噁心、嘔吐、腦脊液壓力升高、膽道壓力升高以及瞳孔縮小。

### 市售配方

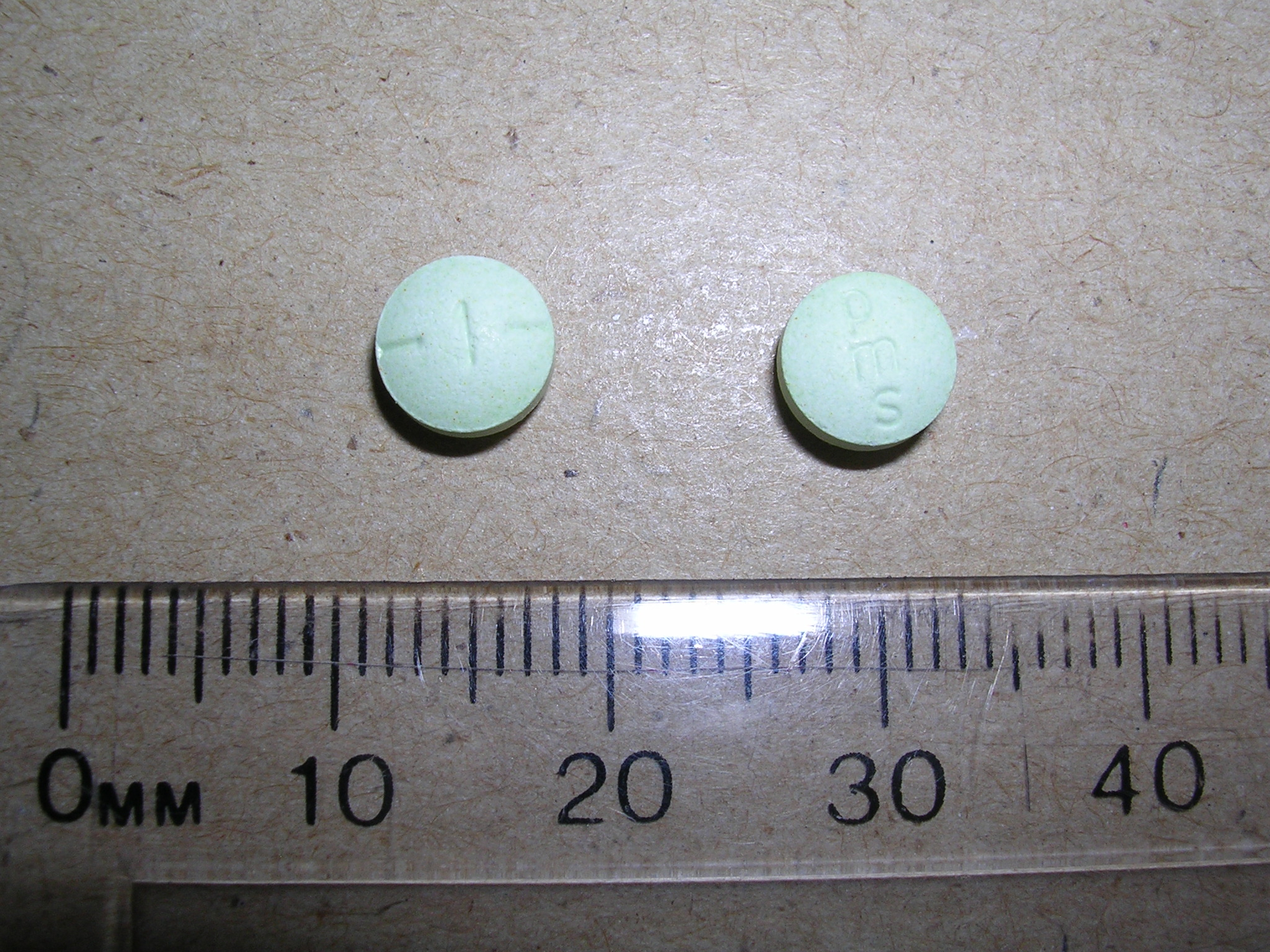
氫嗎啡酮片劑。

氫嗎啡酮有腸胃道外（注射）給藥、栓劑、和口服劑型，也可通過硬膜外或鞘內注射給藥。氫嗎啡酮也曾利用霧化吸入方式來治療呼吸急促，但由於生物利用度低，而不被用作疼痛管理的途徑。研究人員也在探索使用經皮給藥系統來達到局部皮膚鎮痛的效果。

### 藥物動力學
嗎啡分子經化學修飾為氫嗎啡酮後，有更高的脂溶性，穿透血腦屏障的能力更強，而能更快、更完全滲透到中樞神經系統。氫嗎啡酮按每毫克計算的效力被認為是嗎啡的5倍，轉換比率在4-8倍之間變動，但臨床通常採用5倍的算法。
腎功能異常的個體在使用氫嗎啡酮時須謹慎，因為氫嗎啡酮的生物半衰期可能會增加到40小時。靜脈注射氫嗎啡酮的典型半衰期為2.3小時。口服給藥後，最大血藥濃度水平通常在 30到60分鐘之間出現。
靜脈注射氫嗎啡酮，作用於5分鐘內出現，口服給藥（速釋）則在30分鐘內開始作用。

### 代謝
雖然同類的其他阿片類藥物（如可待因或羥考酮）是通過細胞色素P450代謝，但氫嗎啡酮不是。氫嗎啡酮在肝臟中廣泛代謝為氫嗎啡酮-3-葡萄糖醛酸苷，但無鎮痛作用。與嗎啡代謝物嗎啡-3-葡萄糖醛酸苷類似，氫嗎啡酮-3-葡萄糖醛酸苷積累後可能會產生興奮性神經毒性作用，如躁動不安、肌陣攣和痛覺過敏。腎功能受損的患者和老年患者有較高代謝物積累的風險。

## 化學
氫嗎啡酮的分子式為C17H19NO3，分子量為285.343，與嗎啡相同，因此可認為是嗎啡的同分異構物，並且是嗎啡的氫化酮。

### 細菌
一些細菌已被證明能夠將嗎啡轉化為密切相關的藥物，包括氫嗎啡酮和二氫嗎啡酮等。血清型M10戀臭假單胞菌產生一種天然存在的、NADH（菸鹼醯胺腺嘌呤二核苷酸）依賴性的嗎啡酮還原酶，它可作用於不飽和的7,8鍵，當這些細菌生活在含有嗎啡的水溶液中時，會形成大量的氫嗎啡酮（是此過程的中間代謝物）。可待因轉化為氫可酮的情況也是如此。

## 歷史
氫嗎啡酮於1923年取得專利。於1926年以商品名Dilaudid往大眾市場銷售，表明其化學結構與嗎啡相似（皆源自鴉片酊（laudanum）），並具有相似的藥理特性。

## 社會與文化

### 名稱
氫嗎啡酮在各國以不同的品牌名稱銷售，如Hydal、Dimorphone、Exalgo、Sophidone LP、Dilaudid、Hydrostat、Hydromorfan、Hydromorphan、Hymorphan、Laudicon、Opidol、Palladone、Hydromorph Contin等。氫嗎啡酮有商品名為Palladone的緩釋製劑 ，曾在美國短暫上市，但美國食品藥物管理局（FDA）在2005年7月發佈警告，稱其與酒精一起服用時具有很高的過量潛力，藥廠為此自願從市場撤回。截至2010年3月，此緩釋劑仍以品牌名稱 Opidol在尼泊爾銷售，在英國以品牌名稱Palladone SR銷售，也在大多數其他歐洲國家銷售。
截至2009年5月，澳大利亞也有一種名為Jurnista的緩釋製劑（每日使用一次）銷售。

### 法律地位
美國緝毒局 (DEA) 報告稱氫嗎啡酮的年度總產量配額從1998年的766公斤（1,689磅）增加到2006年的3,300公斤（7,300磅），且在此期間開立的處方箋數量增加289%（從約470,000張增加到1,830,000張）。美國於2013年的生產配額為5,968公斤（13,157 磅）。
氫嗎啡酮具有潛在的成癮性，與所有用於鎮痛的阿片類藥物一樣，列於美國1970年《受管制物質法案》附表二中，幾乎所有其他國家的藥物法規也都將其列為類似級別，它也列入國際條約《麻醉藥品單一公約》中。氫嗎啡酮的美國緝毒局行政管制物質代碼（ACSCN） 為9150。
氫嗎啡酮在德國《麻醉藥品法》中被列為受管制藥物中最嚴格附表中的麻醉藥品。在奧地利 (Suchtgift) 和瑞士 (BetmG) 法律下也受到類似管制。英國《1971年濫用藥物法》以及法國、加拿大、澳大利亞、義大利、捷克、克羅埃西亞、斯洛文尼亞、瑞典、波蘭、西班牙、希臘、俄羅斯和其他的法律對此藥物也實施類似管制，幾乎其他國家的法規也是如此。

### 於死刑用途
美國俄亥俄州於2009年批准使用肌肉注射500毫克氫嗎啡酮作為執行死刑的手段。當找不到受刑人合適的靜脈進行靜脈注射前者時，則採注射超治療劑量的咪達唑侖作為備用手段。
2014年7月24日，亞利桑那州對雙重謀殺犯約瑟夫·伍德（參見約瑟夫·伍德執刑）同時靜脈注射氫嗎啡酮和咪達唑侖。伍德在4分鐘內已達深度鎮靜狀態，但花了將近兩個小時才過渡到第四階段（呼吸停止），宣告死亡。

## 外部連結
- Dihydromorphinones from morphine & analogues （页面存档备份，存于）
- "When is a pain doctor a drug pusher?" （页面存档备份，存于）, The New York Times, 2007-06-17

Template:Cough and cold preparations
Template:Opioidergics